# لين تشيني
لين تشيني (بالإنجليزية: Lynne Cheney)‏ (و. 1941  م) هي روائية، وكاتِبة، وكاتبة غير روائية، وسياسية أمريكية، ولدت في كاسبر، الحزب الجمهوري.

## مناصب
تولت منصب السيدة الثانية للولايات المتحدة (20 يناير 2001–20 يناير 2009)، ورئيس الصندوق الوطني للعلوم الإنسانية ‏ (مايو 1986–20 يناير 1993)، ورئيس الصندوق الوطني للعلوم الإنسانية ‏ (1986–1993).

## التعليم
تعلمت في كلية كولورادو ‏، وجامعة ويسكونسن-ماديسون، وجامعة كولورادو.

## روابط خارجية
- لين تشيني على موقع IMDb (الإنجليزية)
- لين تشيني على موقع الموسوعة البريطانية (الإنجليزية)
- لين تشيني على موقع إن إن دي بي (الإنجليزية)